# Kwanon
Kwanon – seria prototypowych aparatów dalmierzowych zaprojektowanych w 1934 w zakładach Seiki Kōgaku Kenkyūjo (精機光学研究所, dosłownie „Laboratorium Optyki Precyzyjnej”) - dzisiejszy Canon. Zaprojektowano przynajmniej cztery wersje aparatu, ale żaden z prototypów nie przetrwał współcześnie. Jeden z aparatów pojawił się w reklamie japońskiego miesięcznika fotograficznego w czerwcu 1934. Żaden prototyp nie wszedł do produkcji seryjnej. Nazwa „Kwanon” pochodzi od imienia buddyjskiej bogini miłosierdzia Guanyin znanej w Japonii jako Kannon (archaiczną latynizacją jej japońskiego imienia 観音 było właśnie Kwanon).